# Neoplàsia endocrina múltiple tipus 1
La neoplàsia endocrina múltiple tipus 1 (MEN-1, de l'anglès Multiple endocrine neoplasia type 1) és un dels grups de neoplàsies endocrines múltiples, que afecten el sistema endocrí a través del desenvolupament de lesions neoplàstiques en hipòfisi, paratiroides i pàncrees.